# SN 1965I
SN 1965I – supernowa typu Ia odkryta 17 czerwca 1965 roku w galaktyce NGC 4753. Jej maksymalna jasność wynosiła 12,41m.